# 基因重組

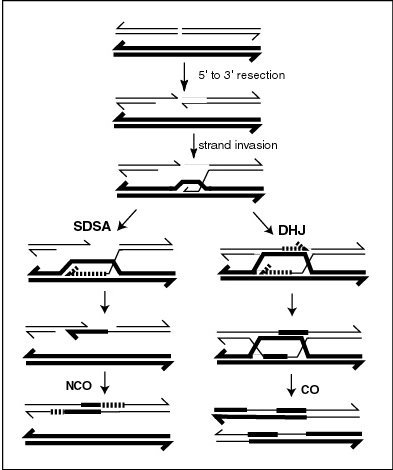
减数分裂重组模型，由双链断裂或缺口开始，然后与同源染色体配对、链侵入，开始重组修复过程。间隙的修复可能导致侧翼区域的交叉（CO）或非交叉（NCO）。CO的重组被认为是通过双霍利迪结（DHJ）模型发生的，如上图右边所示。NCO重组被认为主要是通过合成依赖链退火（SDSA）模型发生的，如上图左所示。大多数重组事件似乎是SDSA类型。

遺傳學中，基因重組（英語：genetic recombination/reshuffling）亦稱遗传重組，是指DNA片段斷裂並且轉移位置的过程，会导致基因间或基因内新的连锁关系形成。对于真核生物，减数分裂過程中的基因重組能夠形成一套新的遺傳信息，並從親本遺傳給子代。多数基因重组是自然发生的，可以分为两种类型：(1)染色体间重组，通过位点在不同染色体上的等位基因的自由组合发生（减数分裂I中同源染色體的非姐妹染色单体上的基因自由组合）；(2)染色体内重组，通过交换发生。
在真核生物减数分裂过程中，遗传重组时同源染色體会配对。随后可能会发生染色体间的遗传信息传递。信息传递可以不需要物理交换（遗传物质的一部分从一条染色体复制到另一条染色体，而来源的染色体并未改变，见图中SDSA路径），也可以通过DNA链断裂并重新连接，形成新的DNA分子（见图中DHJ路径）。
重组也可能在真核生物有絲分裂时发生，它通常涉及染色体复制后形成的两个姐妹染色体。在这种情况下，由于姐妹染色体通常是相同的，所以不会产生新的等位基因组合。在减数分裂和有丝分裂中，DNA的相似分子（同源序列）之间发生重组。减数分裂过程中，非姐妹同源染色体相互配对，使非姐妹同源染色体之间发生典型的重组。在减数分裂和有丝分裂细胞中，同源染色体之间的重组是DNA修復中常见的机制。无性生殖的细菌和古菌也会发生基因重组和重组DNA修復。
對原核生物（例如細菌）來說，個體之間可以通過交接，或是經由病毒（例如噬菌體）的傳送，來交換彼此的基因，並且利用基因重組，將這些基因組合到本身原有的遺傳物質中。
對於較複雜的生物來說，重組通常是因為同源染色體配對時發生互換，使得同源染色體上的基因在遺傳到子代時，經常有不完全的連鎖。由於重組現象的存在，科學家可以利用重組率來定出基因之間的相對位置，描繪出基因圖譜。
使同源序列相同的基因轉換过程也属于基因重组。
重组可以在实验室（体外）环境中人工诱导发生，产生重組DNA，用于疫苗开发等目的。

## 聯會
在減數分裂期間，聯會（同源染色體的配對）通常在基因重組之前發生。在一般減數分裂的步驟，先是聯會 、再進行基因重組及分離（gene segregation）。

## 机制
基因重组由多种酶催化进行。重组酶是重组过程中催化链转移步骤的一种关键酶。大腸桿菌内发现的主要重组酶RecA负责修复DNA的双链断裂（double strand break(s)）。在酵母和其他真核生物中，修复DSB需要两种重组酶。有絲分裂和减数分裂重组过程需要RAD51，而DNA修复蛋白DMC1专用于减数分裂重组。在古菌中，和细菌RecA蛋白的同源的是RadA。

## 染色體互換

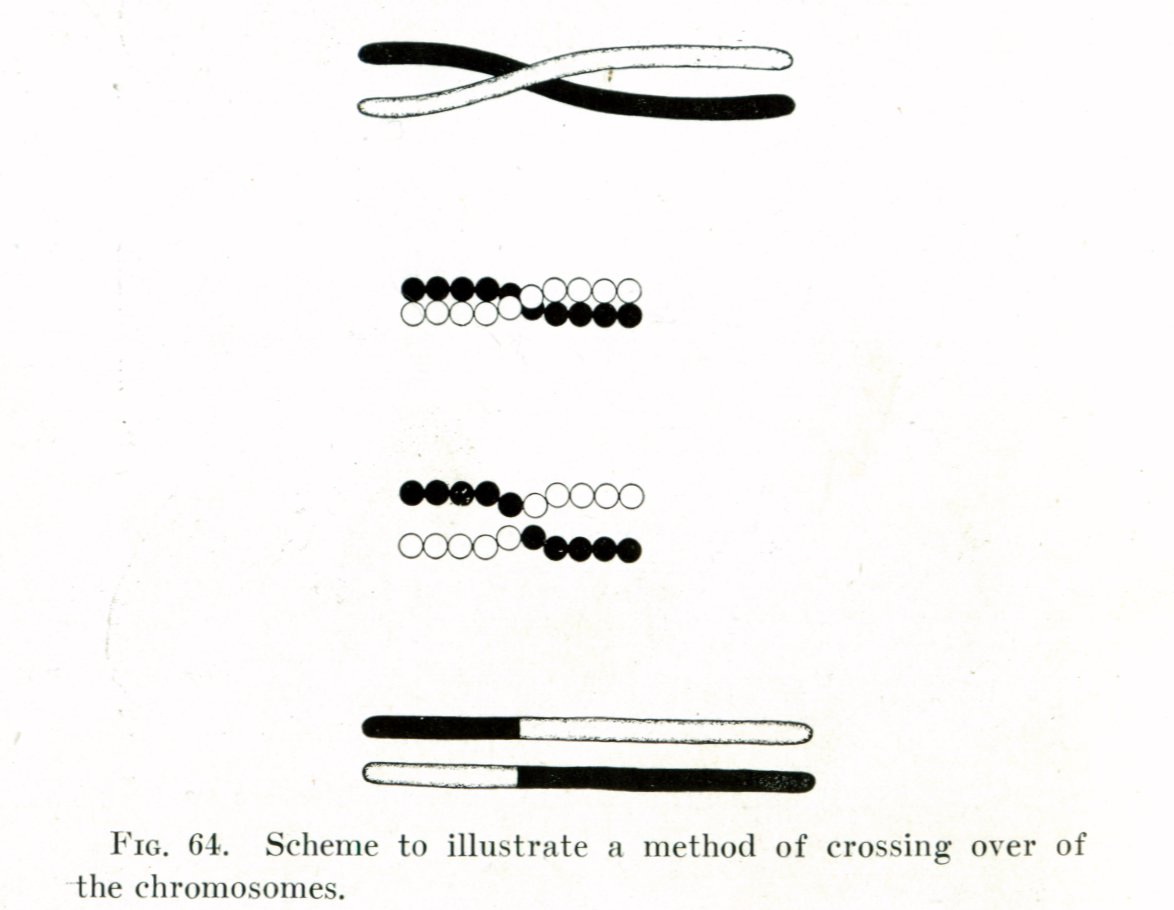
托马斯·亨特·摩尔根繪製的染色體互換示意圖

真核生物中，减数分裂期间的重组是通过染色體互換（或称交叉互换）进行的。交叉互换过程使后代拥有与亲本不同的基因组合，偶尔还会产生新的嵌合等位基因。基因的重组会增加遺傳變異。它还允许有性繁殖的生物体避免穆勒棘轮效应，这种效应多用于指无性生殖种群的情况，随着时间的推移，其基因組中的有害突变往往会积累得比有益突变或复原突变更多。
染色体互换是指遗传自父母的成对染色体之间的重组，通常发生在减数分裂期间。在前期I期（粗线期），四条染色单体彼此紧密排列。而在这种结构中，两条染色单体上的同源位点可以配对，并可以交换遗传信息。
由于染色体的每个位置上都有很小的概率发生重组，两个位置之间重组的频率取决于它们之间的距离（遗传连锁）。因此，对于同一染色体上相距足够远的基因，交叉互换的次数足以打破等位基因之间的相关性。
对遗传学家来说，追踪由交叉互换产生的基因的移动已经被证明是非常有用的。因为两个相距较近的基因比相距较远的基因更难分离，所以如果知道交叉互换的频率，遗传学家就可以推断出一条染色体上两个基因之间的大致距离。遗传学家也可以使用这种方法来推断某些基因的存在。若两个基因在重组过程中常保持在一起，则称二者之间存在遗传连锁。一个连锁对中的一个基因有时可以作为标记来推断另一个基因的存在。这通常用于检测致病基因的存在。
观察得到的两个位点之间的重组频率称为交换值。它是两个连锁基因位点（遗传标记）之间发生染色體互換的频率，取决于观察的两个遗传位点之间相隔的距离。对于任何一组固定的遗传和环境条件，连锁结构（染色体）的特定区域的重组频率往往是固定的，而用于制作遗传图谱的交换值亦然。

## 基因轉換
在基因轉換中，遗传物质的一部分从一条染色体复制到另一条染色体，而來源染色體不變。减数分裂过程中，基因转换发生的频率很高。它是一个DNA序列从一个DNA螺旋（不变）复制到另一个DNA螺旋，后者序列被改变的过程。真菌杂交中常进行基因转换研究，其中每次减数分裂形成的4个产物很容易观察。基因转换事件可以按照个体减数分裂中与正常的2:2分离模式的偏离（例如3:1分离模式）来区分。

## 非同源重组
重组可以发生在不同源的DNA序列之间，其後果是染色體易位，有时会导致癌症。

## B细胞
免疫系统的B细胞进行的基因重组，称为免疫球蛋白类型转换。这是一种将抗体从一类变成另一类的生物机制，例如，从一种叫做IgM的同种型变成IgG同种型。

## 基因工程
基因工程中，重组也可以指人为地将完全不相关的DNA片段（往往来自不同生物体）重新组合，形成重組DNA。其中基因靶向是的对基因重组的一种常见应用，可用来增添、删除或改变一个生物体的基因。该技术在生物医学研究中有重要地位，它使得研究者能够研究特定基因的作用。基于基因重组的技术也应用于蛋白质工程中开发具有生物学意义的新蛋白质。

## 重组修复
多种外源（如紫外线、X射线、化学交联剂）引起的DNA损伤可通过同源重组修复（homologous recombinational repair，HRR）得到恢复。这些发现表明，自然过程（如正常代谢的副产物活性氧）产生的DNA损伤，也会得到同源重组修复。对人类而言，：减数分裂时同源重组修复所需的基因产物缺乏可能导致不育。

## 重组在生命起源中的作用
Nowak和Ohtsuki指出，生命起源也是生物演化的起源。他们指出，地球上所有已知的生命都是以生物聚合物为基础的，并提出生命起源的任何理论都必然涉及作为信息载体和催化剂的生物聚合物。Lehman认为重组是一种进化的发展，和生命起源一样古老。Smail等人提出，在原始地球上，重组在最初较短的信息聚合物（推测为RNA）的扩张中起到了关键作用，这些聚合物是生命的前身。

## 外部連結
- Animations – homologous recombination （页面存档备份，存于）: Animations showing several models of homologous recombination
- The Holliday Model of Genetic Recombination （页面存档备份，存于）
- 醫學主題詞表（MeSH）：Genetic+recombination
- Animated guide to homologous recombination. （页面存档备份，存于）